# Crack (album)
Crack – dwunasty studyjny album amerykańskiego rapera Z-Ro. Gościnnie na albumie występują Slim Thug, Mike D, Paul Wall, Pimp C, Lil' Keke i Mýa. Wersja "Chopped and Screwed" została wydana 28 października przez  Michaela "5000" Wattsa.

## Lista utworów
| #  | Tytuł                    | Producent           | Gościnnie | Czas |
| -- | ------------------------ | ------------------- | --------- | ---- |
| 01 | "Crack Intro"            | Bigg Tyme, Z-Ro     |           | 2:59 |
| 02 | "Baby Girl"              | Bigg Tyme, J. Moses |           | 4:08 |
| 03 | "Here We Go"             | Z-Ro                | Mike D    | 4:36 |
| 04 | "Call My Phone"          | Z-Ro                | Slim Thug | 4:51 |
| 05 | "If That's How You Feel" | Mr. Lee             | Lil' Keke | 4:34 |
| 06 | "Lonely"                 | Z-Ro                |           | 3:54 |
| 07 | "Made"                   |                     |           | 4:40 |
| 08 | "The Mo City Don"        | Mr. Lee             |           | 4:02 |
| 09 | "Top Notch"              | Mr. Lee             | Pimp C    | 3:55 |
| 10 | "Rollin"                 | Z-Ro                |           | 4:33 |
| 11 | "Tired"                  | Tone Capone         | Mýa       | 4:14 |
| 12 | "You"                    | Z-Ro                |           | 4:16 |
| 13 | "Eyes on Paper"          | Cory Mo             | Paul Wall | 4:48 |
| 14 | "25 Lighters"            | Z-Ro                |           | 9:21 |
| 15 | "Paid My Dues"           | Z-Ro                |           | 4:08 |